# Saint-André-d’Embrun
Saint-André-d’Embrun ist eine französische Gemeinde im Département Hautes-Alpes in der Region Provence-Alpes-Côte d’Azur. Sie gehört zum Kanton Embrun im Arrondissement Gap. 
Sie grenzt im Norden an Saint-Clément-sur-Durance und Risoul, im Osten an Vars, im Süden an Crévoux und Saint-Sauveur sowie im Westen an Embrun und Châteauroux-les-Alpes.
Der Fluss Durance bildet die Grenze zu den Gemeinden Embrun und Châteauroux-les-Alpes. Sein Zufluss Crévoux mündet hier an der Grenze zu Saint-Sauveur.

## Bevölkerungsentwicklung
| Jahr      | 1962 | 1968 | 1975 | 1982 | 1990 | 1999 | 2006 | 2014 |
| --------- | ---- | ---- | ---- | ---- | ---- | ---- | ---- | ---- |
| Einwohner | 412  | 415  | 361  | 462  | 417  | 495  | 656  | 650  |

## Sehenswürdigkeiten
- Kirche Saint-André (Monument historique)

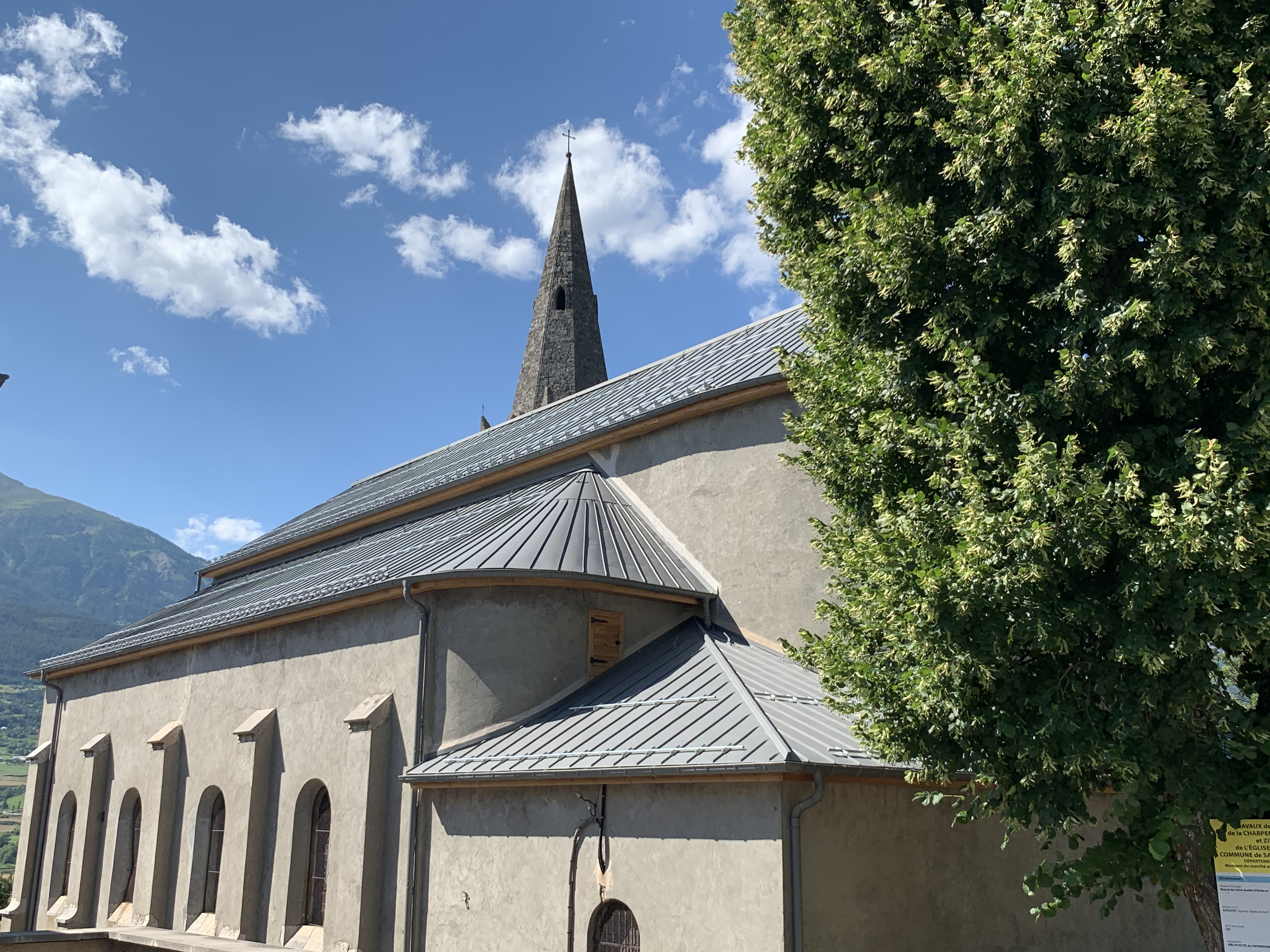
Kirche Saint-André
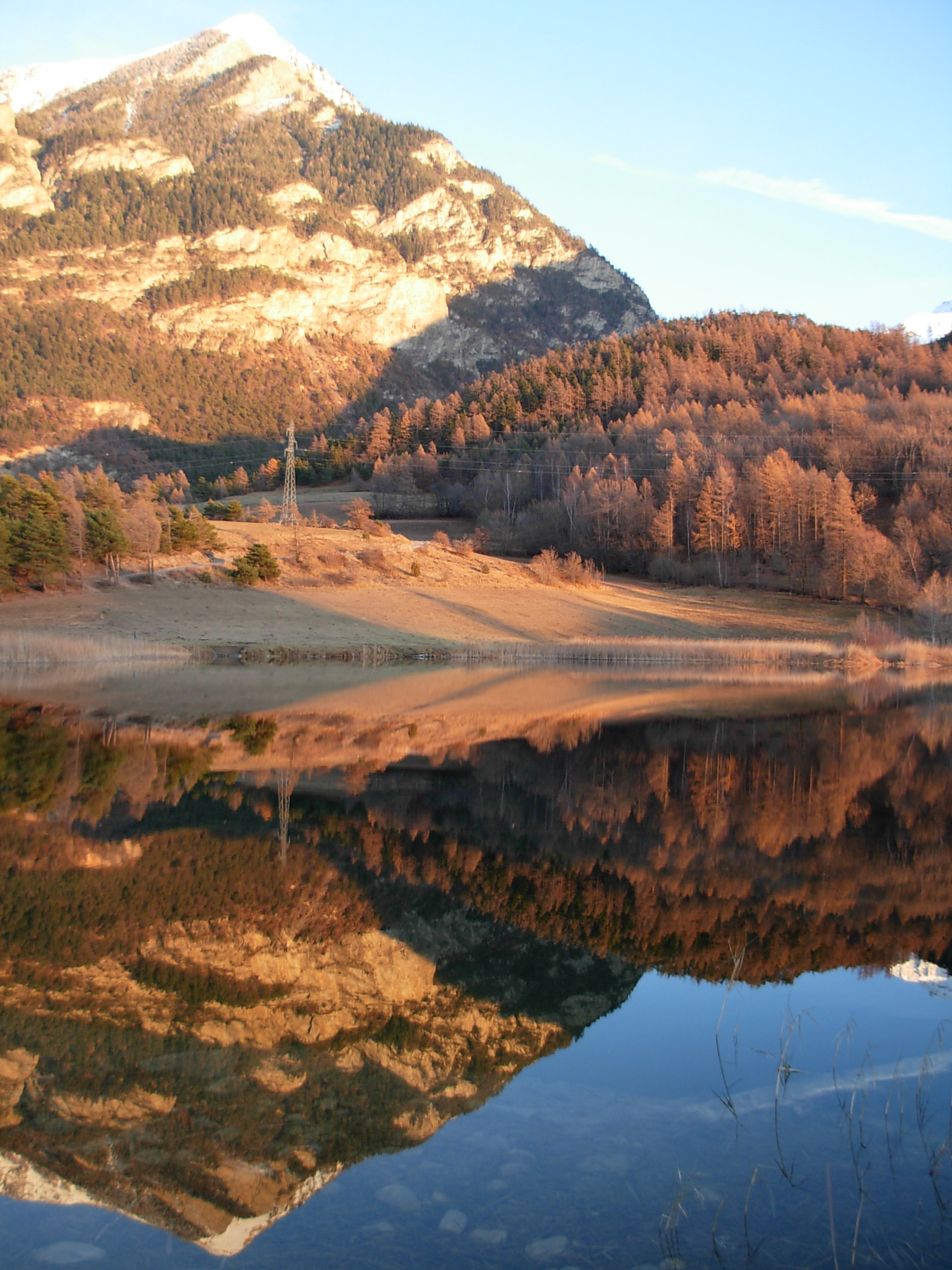
Lac Siguret
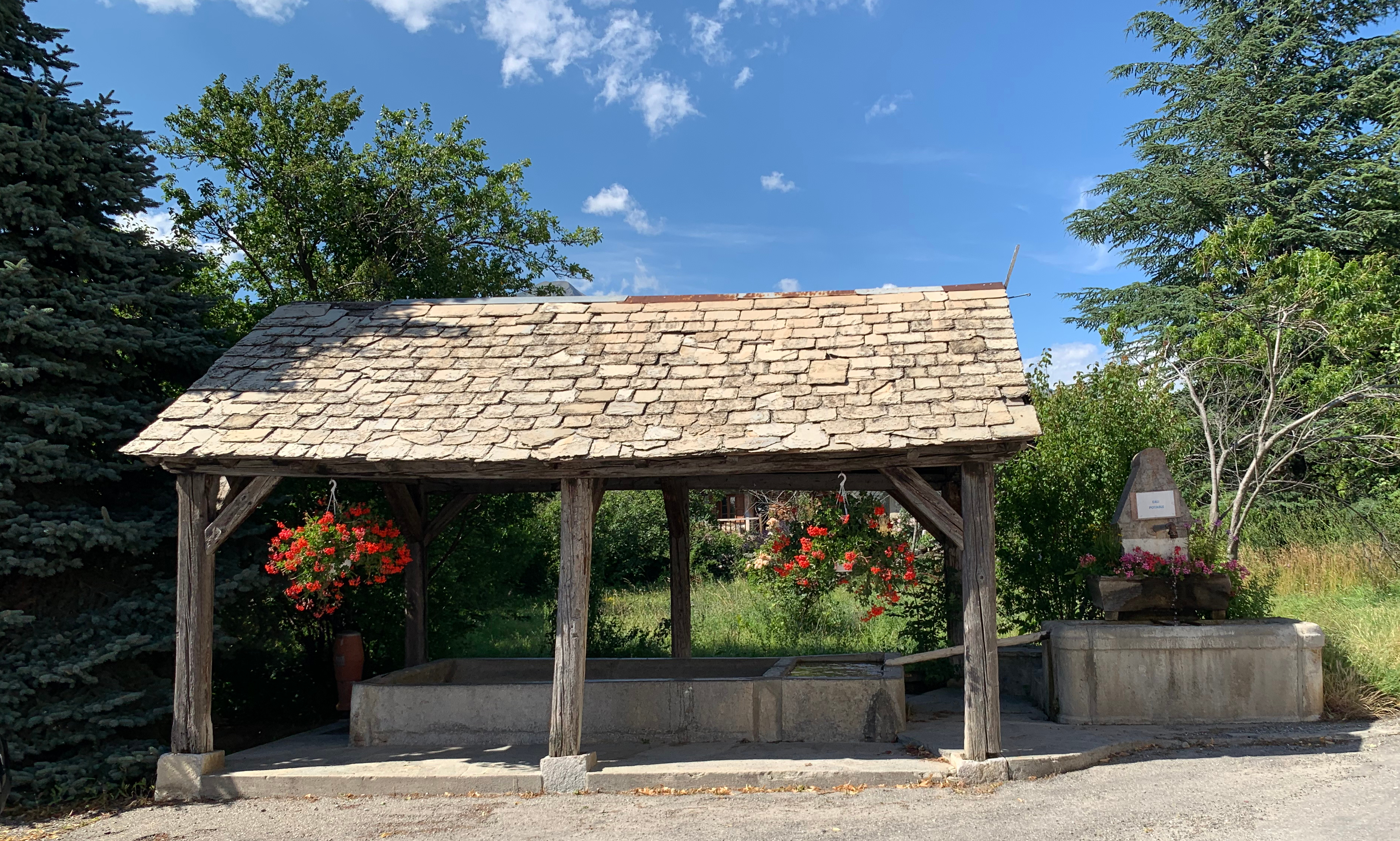
Ehemaliges Waschhaus